# مجلس الشعب في البوسنة والهرسك
مجلس الشعب في البوسنة والهرسك (بالإنجليزية: House of Peoples of Bosnia and Herzegovina)‏ هو الهيئة التشريعية في البوسنة والهرسك، الذي تأسس في 1995، ويتكون من 15 مقعداً، يقع المقر الرئيسي له في سراييفو، وهو المجلس الأعلى في الجمعية البرلمانية للبوسنة والهرسك.

## طالع أيضًا
- الجمعية البرلمانية للبوسنة والهرسك